# محمد بن عبد الباقي الأنصاري
محمد بن عبد الباقي بن محمد بن عبد الله بن محمد الأنصاري البصري البغدادي الكعبي المشهور ب‍محمد بن عبد الباقي الأنصاري والمكنى أبا علي وأبا بكر ولد عام 443ه‍ وتوفي عام 535ه‍. عالم حساب ومحدث ثقة عاش في مصر ومكة. وبزاز وفرضي وقاض. أسرته الروم فبقي في الأسر سنة ونصفا.

## مؤلفاته
- شرح أصول أقليدس في الهندسة والحساب[3]
- جداول الجيب المحلول الدقيقة
- رسالة في تقريب أصول الحساب في الجبر والمقابلة
- كتاب الطبقات في شرح المساحة[4]
- الرسالة المهذبية في الحساب الهوائي[5]